# Куллябиты
Куллябиты (араб. الكُلَّابِيَّة‎) — движение в суннитском исламе, названное по имени Ибн Кулляба. Идеологически противостояли джахмитам и мутазилитам; стояли посередине между ахль аль-хадис (асария) и мутазилитами. Идеологическими преемниками группы являются ахль ар-рай (ашариты, использующие калам).

## Позиции
Куллябиты считали, что речь Аллаха — вечный спецификатор от его сущности, как единого целого, давшего Таурат, Инджиль и Фуркан (то есть Коран), и что мы их слышим/читаем — репродукция речи Аллаха. По мнению куллябитов, Аллах является извечным в своих атрибутах, одним из которых является его речь.